# اتفاقية واي ريفر

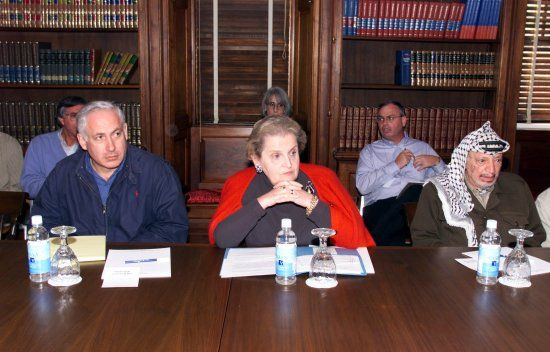
نتنياهو مع وزيرة الخارجية الأمريكية مادلين أولبرايت في محادثات مع ياسر عرفات تمهيداً للتوقيع على اتفاقية واي ريفر عام 1998

اتفاقية واي ريفر ويدعى اتفاق واي بلانتيشن، وقد حدث عدد من المتغيرات قبل هذا الاتفاق إذ اغتالت إسرائيل يحيى عياش يوم 5 يناير/كانون الثاني 1996 فردت حماس بعدة قنابل بشرية عنيفة في إسرائيل، فعقد على أثرها قمة صانعي السلام في شرم الشيخ لمحاربة الإرهاب في 13 مارس/آذار من العام نفسه. وعقد اتفاق مكمل لاتفاق سابق حول الخليل والوجود الدولي المؤقت فيها يوم 9 مايو/أيار 1996. ولكن تجمدت العملية السلمية باستلام بنيامين نتنياهو الحكم في إسرائيل يوم الأول من يونيو/حزيران 1996 ثم استؤنفت باتفاق بروتوكول حول إعادة الانتشار في الخليل يوم 17 يناير/كانون الثاني 1997. وأرسى نتنياهو معادلة جديدة للمفاوضات «الأمن مقابل السلام» بدلا من «الأرض مقابل السلام».

## أطراف الاتفاقية
منظمة التحرير الفلسطينية وإسرائيل وبصفة شاهد الولايات المتحدة الأميركية.

## ملخص الاتفاقية
نص على إعادة انتشار إسرائيلي في بعض المناطق الفلسطينية، وعلى قيام السلطة بترتيبات أمنية من بينها إخراج المنظمات الإرهابية عن القانون، وتشكيل لجنتين الأولى ثنائية فلسطينية إسرائيلية للتنسيق الأمني، والأخرى ثلاثية فيها الولايات المتحدة إضافة إلى الطرفين السابقين لمنع التحريض المحتمل على الإرهاب وتضم ثلاثة خبراء من كل طرف إعلامي وقانوني وتربوي. كما نص على تشكيل لجنة أخرى ثلاثية أيضا بهدف مراجعة وتنسيق الأمن ومحاربة الإرهاب، وعلى أن تستأنف مفاوضات الوضع النهائي والتوصل إلى اتفاق قبل الرابع من يونيو 1999.